# Rusko (Grande-Pologne)
Pour les articles homonymes, voir Rusko (homonymie).
Rusko (prononciation : [ˈruskɔ]) est un village polonais de la gmina de Jaraczewo dans le powiat de Jarocin de la voïvodie de Grande-Pologne dans le centre-ouest de la Pologne.
Il se situe à environ 8 kilomètres au sud-est de Jaraczewo (siège de la gmina), à 11 kilomètres au sud-ouest de Jarocin (siège du powiat) et à 62 kilomètres au sud-est de Poznań (capitale régionale).

## Histoire
De 1975 à 1998, le village faisait partie du territoire de la voïvodie de Kalisz.

Depuis 1999, Rusko est situé dans la voïvodie de Grande-Pologne.